# Osservatorio di Strasburgo
L'osservatorio di Strasburgo è un osservatorio astronomico ottico francese inaugurato nel 1881 e progettato da Hermann Eggert. Situato nel campus storico dell'università di Strasburgo, in Francia, è un centro di ricerca e formazione in ambito astronomico e integra anche il Centro dati astronomici di Strasburgo.

## Storia
Dopo la guerra franco-prussiana del 1870, la città di Strasburgo divenne parte dell'impero tedesco con la cessione alla Germania dell'Alsazia-Mosella. L'imperatore Guglielmo I di Germania ampliò la città, fece edificare un'università con un giardino botanico e un osservatorio in stile neorinascimentale costruito tra il 1875 e il 1880 nel distretto di Neustadt, dall'astronomo tedesco August Winnecke. Lo strumento principale era costituito da un telescopio rifrattore Repsold di 50 cm, all'epoca il più grande strumento osservativo dell'impero tedesco. Nel 1881 l'Astronomische Gesellschaft, una delle più antiche associazioni astronomiche europee, inaugurò ufficialmente l'osservatorio.
La struttura è il terzo osservatorio edificato nella città di Strasburgo: il primo fu costruito nel 1673 su una delle torri difensive della città su iniziativa dell'astronomo Julius Reichelt, e il secondo nel 1828 sul tetto dell'edificio dell'accademia.
Costruito nelle immediate vicinanze della celebre cattedrale romanico gotica, la scelta della sua sede fu giustificata principalmente per fini politici e per essere utilizzato come centro di istruzione piuttosto che per la sua qualità osservativa. Il sito è collocato a bassa quota e soggetto a frequenti nebbie, circostanze che rendono difficoltose se non impossibili le osservazioni. Inoltre nel periodo antecedente al 1914 il personale disponibile era numericamente ridotto e poco qualificato per poter sfruttare gli strumenti della struttura e fino all'inizio della prima guerra mondiale il volume delle pubblicazioni scientifiche era modesto. Le principali osservazioni si concentrarono su comete e stelle variabili. Dopo il 1909, gli strumenti furono utilizzati per l'osservazione di stelle binarie e per la fotometria di nebulose
L'osservatorio è la sede del Centre de données astronomiques de Strasbourg, un archivio per la raccolta e la distribuzione di informazioni astronomiche che include:
- SIMBAD: un database di riferimento per oggetti astronomici
- VizieR: un servizio di cataloghi astronomici
- Aladin:[5] un atlante interattivo della volta celeste[6]

Presso l'osservatorio, dal gennaio 1982 al 2008 è stato attivo un planetario, fondato da Agnès Acker .

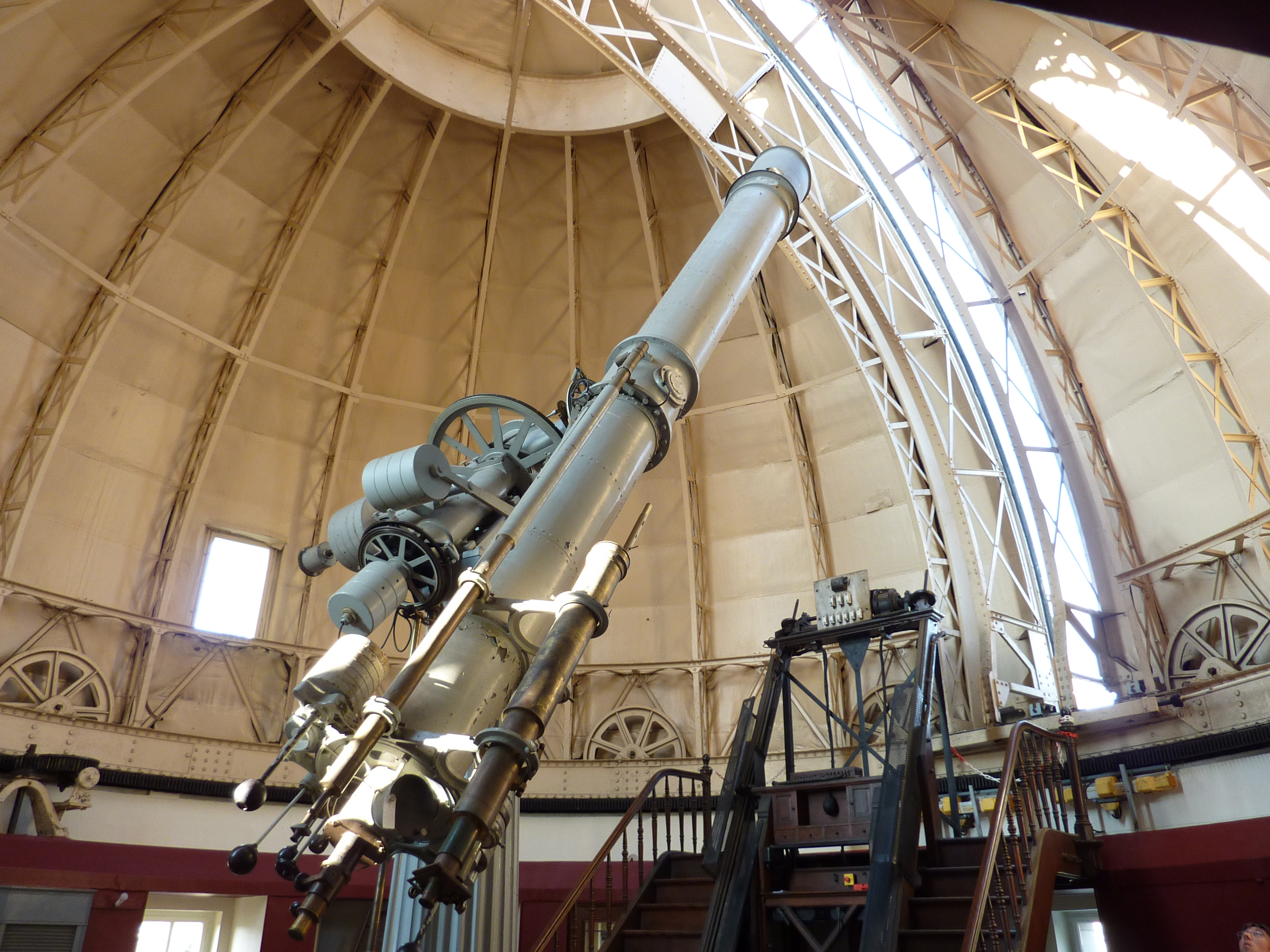
Il telescopio rifrattore sotto la grande cupola

## Strumentazione
La grande cupola di ferro del peso di 34 tonnellate ed avente diametro di 9,2 metri protegge un telescopio rifrattore di 48,7 cm di apertura e 7 metri di lunghezza focale, al tempo il più grande telescopio in Germania. Costruita nel 1877, al momento della sua installazione la cupola era la più grande d'Europa, e al 2008 era la terza più grande in Francia, dopo quelle di Meudon e di Nizza. Una rotaia permette di ruotare la grande cupola consentendo di seguire il percorso delle comete. Successivamente, nel 1879 l'osservatorio è stato equipaggiato con un telescopio da 13,6 cm e nel 2012 con un telescopio da 60 cm. Nella cupola rivolta a nord dell'edificio sono collocati due telescopi da 35 cm dotati di camera CCD e di uno spettrografo. Nel lato sud della cupola è presente un telescopio da 16,2 cm installato nel 1876.

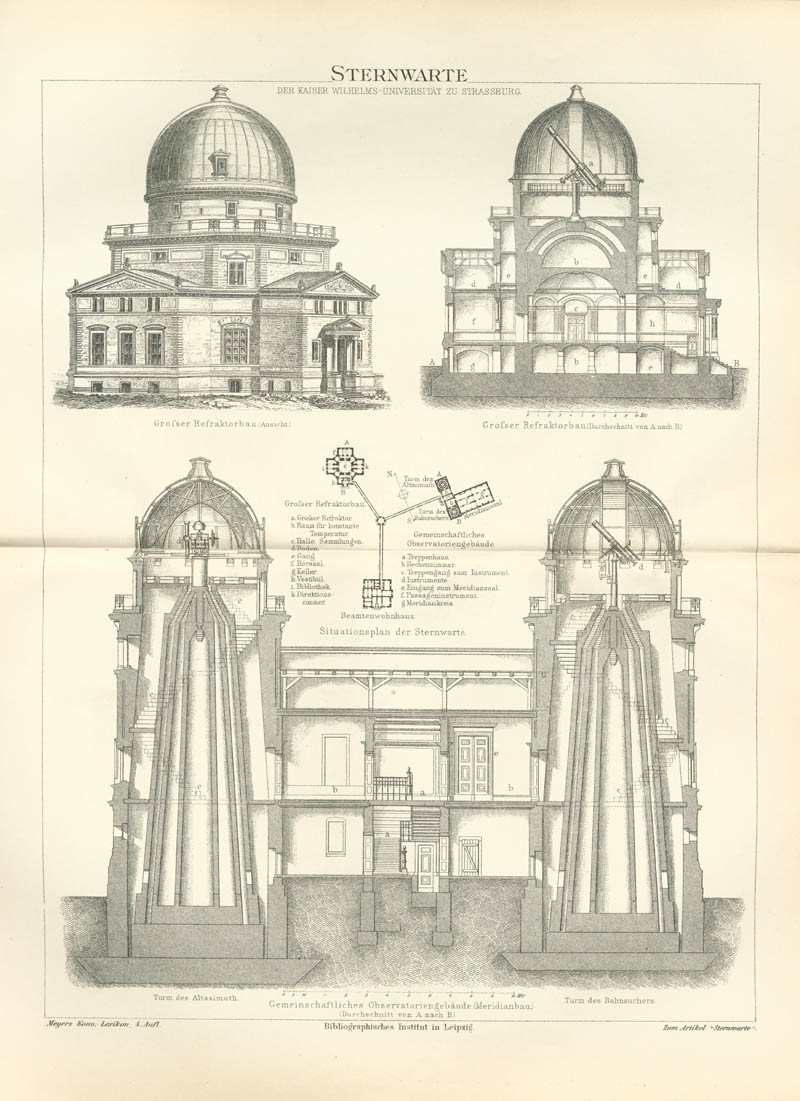
Planimetria dell'osservatorio tratta dal Meyers Konversations-Lexikon (1885-1890)

Nella cantina a volta dell'osservatorio, si trova un museo gestito dall'università, chiamato Crypte aux étoiles (cripta a stella), con vecchi telescopi e altri antichi dispositivi astronomici quali orologi e teodoliti.

### Evoluzione della ricerca scientifica
L'osservatorio nacque in origine per l'astronomia posizionale e l'osservazione di comete, meteoriti e stelle variabili. Successivamente furono possibili ricerche fotometriche di nebulose e l'osservazione di stelle doppie.
Con la riannessione di Strasburgo alla Francia, l'astronomo e matematico Ernest Esclangon mantenne alto il livello qualitativo dell'osservatorio installando dispositivi a quel tempo moderni quali elettricità, telefonia TSF, macchine utensili e si interessò di cronometria (sarà poi l'ideatore dell'orologio vocale). Il suo successore André-Louis Danjon, direttore sino al 1945, perfezionò ulteriormente la strumentazione disponibile (fotometro, cerchio meridiano, Astrolabio).
Pierre Lacroute, direttore dell'osservatorio dal 1946 al 1976 constatò che l'astrometria da terra aveva oramai raggiunto dei limiti e dal 1965 propose il concetto di un osservatorio spaziale che si concretizzò negli anni '80 con il satellite Hipparcos, del quale fu progettista presso l'Agenzia Spaziale Europea (l’European Space Research Organization, a quel tempo). Contemporaneamente il progresso digitale portò a creare un centro dati stellare che in seguito divenne il centro dati astronomici di Strasburgo.
Da allora l'osservatorio ha svolto fondamentalmente attività di divulgazione, soprattutto in virtù del planetario, e di gestione dei dati scientifici in relazione al centro dati astronomici di Strasburgo.